# Elattoneura aurantiaca
Elattoneura aurantiaca – gatunek ważki z rodziny pióronogowatych (Platycnemididae). Występuje na Półwyspie Malajskim, Borneo, Sumatrze i sąsiednich wyspach.